# АЕС Дуррес
Атомна електростанція в Дуррес (алб. Centrali Bërthamor i Durrësit) — планована атомна електростанція в Албанії. Вона мала бути розташована поблизу міста Скадар на березі Скадарського озера. Однак після припинення планів у 2016 році країна залишилася відкритою для ідеї будівництва атомної електростанції в майбутньому. Електростанція мала мати один ядерний реактор потужністю 1500 МВт.

## Історія та технічна інформація

### Витоки
Через зупинку чотирьох блоків АЕС «Козлодуй» у 2002 та 2006 роках як умову вступу Болгарії до ЄС, посушливе літо та брак води на гідроелектростанціях у 2007 році уряд Албанії запропонував будівництво атомної електростанції, яка могла б вирішити енергетичну проблему та експортувати надлишки електроенергії Італії. Прем’єр-міністр Салі Беріша сказав на італо-албанській бізнес-конференції в Тирані, що «наша головна мета — зробити Албанію енергетичною силою в регіоні». Він сказав, що закликав експертів з права «підготувати правову базу» для впровадження ядерної енергетики в Албанії. Він додав: «Я переконаний, що ядерна енергетика є найбільш стабільним і чистим видом енергії».
Вибране місце поблизу міста Шкодер, за 10 кілометрів від кордону з Чорногорією, видалося зручним через можливість експорту електроенергії до Чорногорії. Спочатку Чорногорія та Боснія і Герцеговина вважалися залученими до проекту, але пізніше з'ясувалося, що Чорногорія насправді виступає проти проекту і не хоче, щоб біля неї була АЕС. Пізніше було налагоджено співпрацю з Хорватією, яка підтримала проект будівництва АЕС. План викликав розбіжності в Чорногорії, але прем'єр-міністр Міло Джуканович сказав, що буде достатньо часу для обговорення питань, пов'язаних з планом. Потенційне будівництво також викликало спротив у Греції.

### Аварія на електростанції "Фукусіма Даїчі"
Після аварії на японській АЕС «Фукусіма I» проект було відкладено. Виникли сумніви щодо безпеки регіону, оскільки територія навколо Скадарського озера відома своєю тектонічною активністю, яка може становити потенційний ризик під час роботи атомної електростанції. З цієї причини проект затягнувся і виникла ідея обрати інше місце.

### Зупинка проекту
У 2016 році проект будівництва АЕС біля кордону з Чорногорією було зупинено на невизначений термін. По-перше, були побоювання щодо можливого землетрусу, а проект був би занадто капіталомістким, орієнтовна ціна одного реактора на 1500 МВт становила 5,3 мільярда доларів США.
Однак зупинка проекту не впливає на потенційне майбутнє будівництво АЕС, до якого Албанія все ще відкрита.

## Інформація про реактори
| Реактор  | Тип реактора | Продуктивність | Продуктивність | Початок будівництва                | Підключення до мережі              | Введення в експлуатацію            | Закриття |
| Реактор  | Тип реактора | Нетто          | Брутто         | Початок будівництва                | Підключення до мережі              | Введення в експлуатацію            | Закриття |
| -------- | ------------ | -------------- | -------------- | ---------------------------------- | ---------------------------------- | ---------------------------------- | -------- |
| Дуррес-1 |              |                | 1500 МВт       | Планування припинилося в 2016 році | Планування припинилося в 2016 році | Планування припинилося в 2016 році |          |

## Зовнішні посилання
- Op/ed: Nuclear energy still a long-term option for Albania